# Praia dos Ossos (podcast)
Praia dos Ossos foi um podcast brasileiro lançado em agosto de 2020 do gênero documentário e produzido pela Rádio Novelo. Composto por oito episódios, a produção aborda o assassinato da socialite brasileira Ângela Diniz.

## História

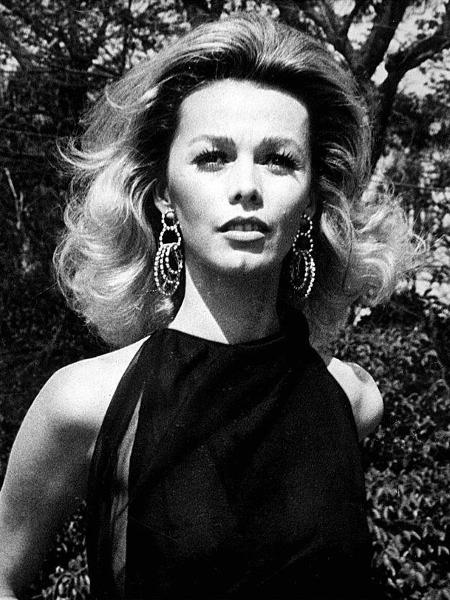
Ângela Diniz, assassinada pelo namorado Doca Street em 1976

Praia dos Ossos começou a ser produzido em janeiro de 2019 como o podcast de estreia da produtora Rádio Novelo, como forma de recontar o assassinato da socialite Ângela Diniz, morta em 1976 na Praia dos Ossos. A proposta da produção era questionar a popularidade e o respaldo dado ao autor do assassinato, Doca Street, de forma que Diniz chegasse a ser considerada culpada por sua própria morte. Assim, a produção abordou vários temas, entre eles o feminicídio.
Segundo a produtora, para a produção do podcast foram lidos vários livros, jornais e revistas. Seu material contou, ainda, com mais de 50 entrevistas, incluindo uma entrevista dada por Doca Street. Os episódios foram apresentados por Branca Vianna, também creditada como a idealizadora do Praia dos Ossos.
O podcast teve um total de 8 episódios. O último foi lançado em 31 de agosto de 2020. Após isso, ainda foram liberados dois conteúdos bônus com exclusividade para assinantes da revista Piauí.

## Desempenho
Praia dos Ossos foi um sucesso comercial imediato. O podcast estreou na parada de Top Podcasts da Apple Podcasts em setembro de 2020, alcançando o topo das paradas em 15 de setembro de 2020. Depois disso, o podcast continuou a figurar entre os 10 primeiros lugares com frequência.

## Recepção
Em 2020, Praia dos Ossos entrou na lista de melhores podcasts de 2020 da Apple Podcasts.

## Prêmios e indicações
| Ano  | Premiação              | Categoria                      | Trabalho        | Resultado | Ref.        |
| ---- | ---------------------- | ------------------------------ | --------------- | --------- | ----------- |
| 2020 | Troféu APCA            | Podcast                        | Praia dos Ossos | Indicado  | [ 8 ] [ 9 ] |
| 2021 | Prêmio Vladimir Herzog | Produção Jornalística em Áudio | Praia dos Ossos | Indicado  | [ 10 ]      |

## Lista de episódios
1. O crime da Praia dos Ossos
2. O julgamento
3. Ângela
4. Três crimes
5. A Pantera
6. Doca
7. Quem ama não mata
8. Rua Ângela Diniz[11]